# Дікінсон (округ Франклін, Нью-Йорк)
Дікінсон (англ. Dickinson) — місто (англ. town) в США, в окрузі Франклін штату Нью-Йорк. Населення — 965 осіб (2020).

## Демографія
Згідно з переписом 2010 року, у місті мешкали 823 особи в 337 домогосподарствах у складі 229 родин. Було 451 помешкання
Расовий склад населення:
| - 97,9 % — білих - 0,4 % — корінних американців - 0,4 % — азіатів - 0,2 % — чорних або афроамериканців |

До двох чи більше рас належало 1,1 %. Частка іспаномовних становила 0,4 % від усіх жителів.
За віковим діапазоном населення розподілялося таким чином: 24,1 % — особи молодші 18 років, 60,7 % — особи у віці 18—64 років, 15,2 % — особи у віці 65 років та старші. Медіана віку мешканця становила 43,9 року. На 100 осіб жіночої статі у місті припадало 103,7 чоловіків;  на 100 жінок у віці від 18 років та старших — 101,6 чоловіків також старших 18 років.
Середній дохід на одне домашнє господарство  становив 59 095 доларів США (медіана — 58 021), а середній дохід на одну сім'ю — 65 755 доларів (медіана — 63 750). Медіана доходів становила 47 500 доларів для чоловіків та 28 611 долар для жінок. За межею бідності перебувало 22,9 % осіб, у тому числі 46,4 % дітей у віці до 18 років та 14,2 % осіб у віці 65 років та старших.
Цивільне працевлаштоване населення становило 400 осіб. Основні галузі зайнятості: освіта, охорона здоров'я та соціальна допомога — 34,3 %, публічна адміністрація — 12,3 %, виробництво — 7,5 %, сільське господарство, лісництво, риболовля — 7,5 %.